# John Kuriyan

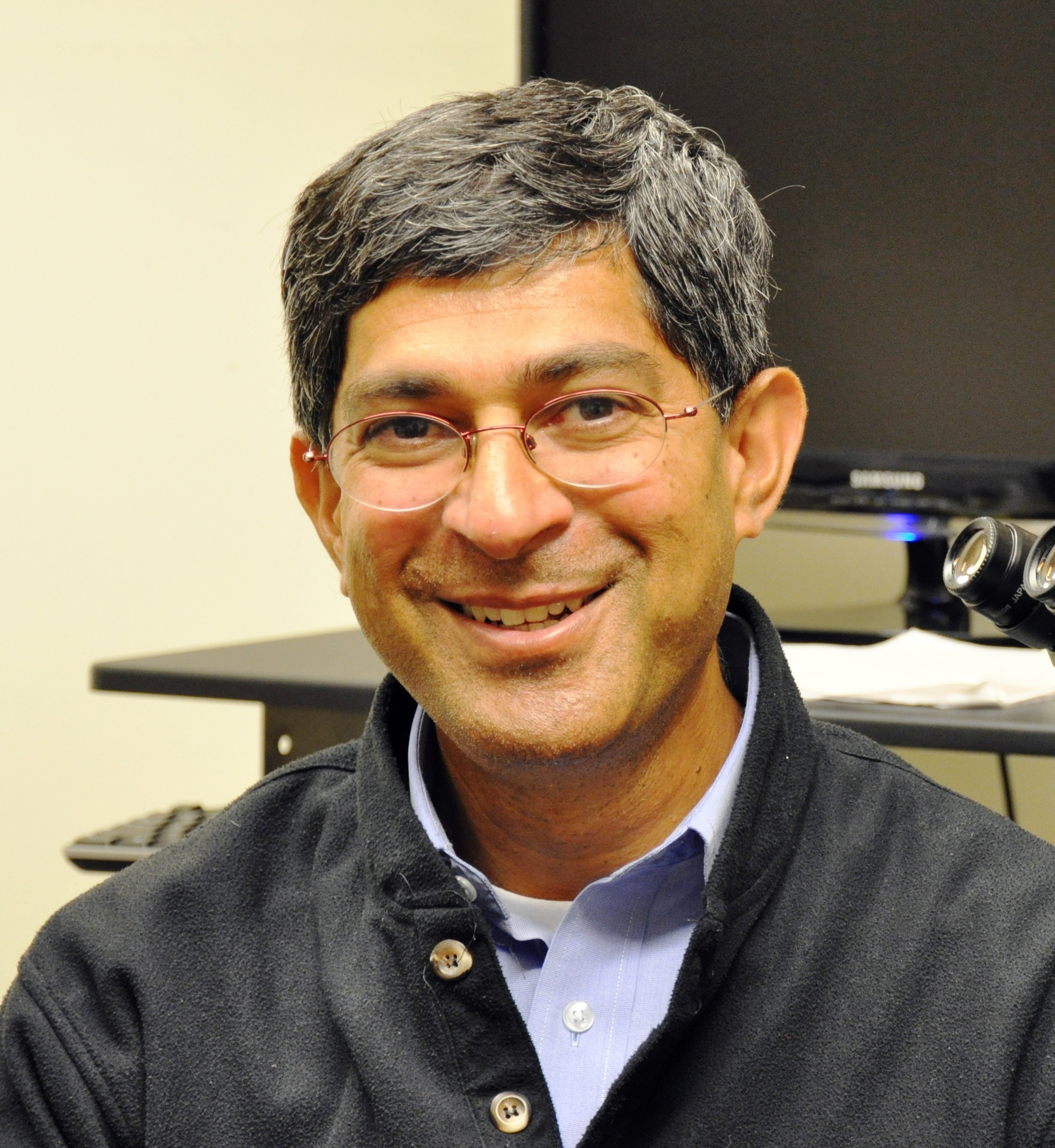
John Kuriyan, 2012

John Kuriyan (* 1960) ist ein Chemiker und Molekularbiologe an der University of California, Berkeley. Er befasst sich mit der Prozessivität der DNA-Replikation und mit Signaltransduktion, insbesondere mit der Regulation von Tyrosinkinasen und ihren Zielmolekülen. Er verwendet vorwiegend Methoden der Röntgenkristallographie.
Kuriyan erwarb am Juniata College in Huntingdon, Pennsylvania, einen Bachelor in Chemie und 1986 am Massachusetts Institute of Technology (MIT) einen Ph.D. Als Postdoktorand arbeitete er bei Martin Karplus an der Harvard University und bei Gregory A. Petsko am MIT. 1987 erhielt er eine erste Professur an der Rockefeller University in New York City und 1993 ebendort eine ordentliche Professur (full professor). 2001 wechselte er als Professor für Chemie und für molekulare und zelluläre Biologie an die University of California, Berkeley. Seit 1990 forscht er zusätzlich für das Howard Hughes Medical Institute (HHMI).
John Kuriyan erhielt 1998 den Eli Lilly Award in Biological Chemistry und 2005 den Richard Lounsbery Award der National Academy of Sciences und der Académie des Sciences. 2001 wurde er zum Mitglied der National Academy of Sciences gewählt, 2008 zum Mitglied der American Academy of Arts and Sciences und 2015 zum auswärtigen Mitglied der Royal Society, 2018 zum Mitglied der National Academy of Medicine.